# Croton impressus
Espèce
Classification APG III (2009)
Croton impressus est une espèce de plantes à fleurs du genre Croton et de la famille des Euphorbiaceae présente sur Hispaniola et Porto Rico.

## Synonyme
- Croton belanseanus Urb. & Ekman